# Кулабухов Валентин Федорович
Валентин Федорович Кулабухов (рос. Валентин Фёдорович Кулабухов; 18 грудня 1913, Ханженково — 9 червня 1975) — радянський воєначальник, генерал-майор, Герой Радянського Союзу.

## Біографія
Народився 18 грудня 1913 року на станції Ханженково (нині в межах Макіївської міської ради Донецької області) в родині робітника. Росіянин. У 1932 році закінчив енергетичний технікум в місті Дніпропетровську. Працював техніком-монтажником на шахтах міста Макіївки.
У Червоній Армії з 1935 року. У 1936 році закінчив школу курси молодших командирів. Добровольцем брав участь у Громадянській війні в Іспанії 1936–1939 років. У 1939 році закінчив Курси удосконалення командного складу. Член ВКП (б) з 1939 року.
Учасник радянсько-фінської війни 1939–1940 років. Був командиром танкової роти 112-го танкового батальйону 35-ї танкової бригади 7-ї армії Північно-Західного фронту. З грудня 1939 по лютий 1940 року старший лейтенант Кулабухов брав участь в 15 танкових атаках. Особисто блокував і знищив три дзоти в системі фінської оборони по «лінії Маннергейма».
Указом Президії Верховної Ради СРСР від 21 березня 1940 року за зразкове виконання бойових завдань командування і проявлені при цьому відвагу і геройство Валентину Федоровичу Кулабуховуа було присвоєно звання Героя Радянського Союзу з врученням ордена Леніна і медалі «Золота Зірка» (№ 430).
У 1941 році капітан В. Ф. Кулабухов закінчив військову академію механізації і моторизації РСЧА. Брав участь у німецько-радянській війні. Був начальником штабу важкого танкового полку, бригади.
Після війни продовжував служити в Радянській Армії. У 1956 році закінчив Вищі академічні курси при Військовій академії імені М. В. Фрунзе.

Могила Валентина Кулабухова

З 1960 року генерал-майор В. Ф. Кулабухов у відставці. Жив у Києві. Помер 9 червня 1975 року. Похований в Києві на Байковому кладовищі.

## Нагороди
Нагороджений орденом Леніна, двома орденами Червоного Прапора, орденом Вітчизняної війни 2-го ступеня, двома орденами Червоної Зірки, медалями.